# Meteren (Frankrijk)
Meteren (Frans-Vlaams: Meeter, Frans: Méteren) is een gemeente in de Franse Westhoek, in het Franse Noorderdepartement (Frans: département du Nord). De gemeente ligt in Frans-Vlaanderen in de streek het Houtland tussen de stad Belle en de Katsberg. Zij grenst aan de gemeenten Berten, Sint-Janskappel, Belle, Merris, Strazele, Vleteren en Godewaarsvelde. Door Meteren stroomt de Meterenbeek (Meteren Becque). De gemeente telde op 1 januari 2022 2.230 inwoners.

## Geschiedenis
Meteren werd voor het eerst vermeld in 1158 als Meternes, de naam zou van de Meterenbeek op de plaats zijn overgegaan en komt van het Keltische matrona (moedergodin).
De plaats werd geheel vernield door bombardementen tijdens het Lenteoffensief (12-17 april 1918), nadat de bevolking op 9 april was geëvacueerd. Tijdens de Tweede Wereldoorlog werd de kerk in 1940 licht beschadigd.

## Geografie
De oppervlakte van Meteren bedroeg op 1 januari 2022 18,44 vierkante kilometer; de bevolkingsdichtheid was toen 120,9 inwoners per km².

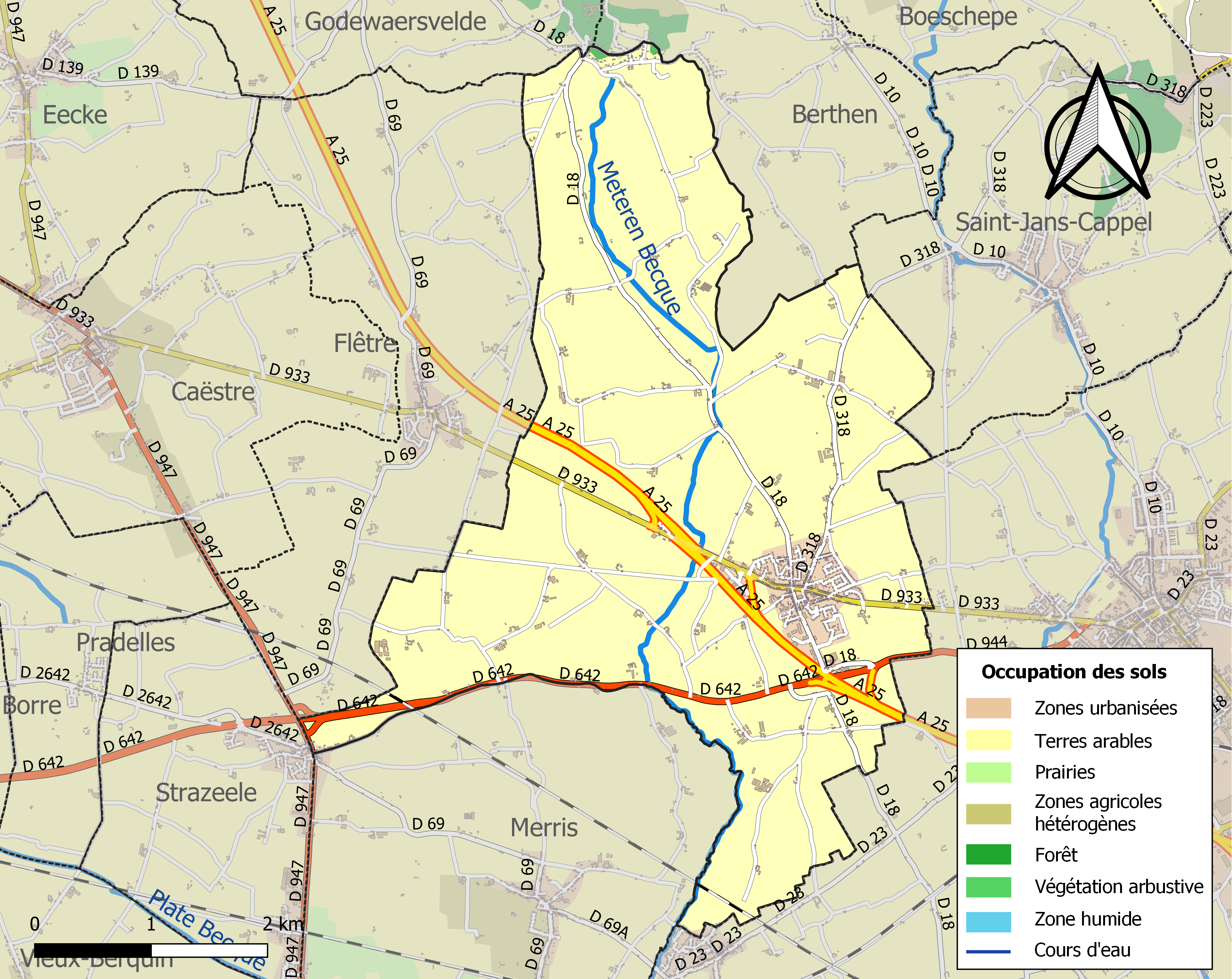
Kaart van de gemeente met belangrijkste infrastructuur, bodemgebruik en omliggende gemeenten

## Bezienswaardigheden
- De Sint-Petrus-en-Pauluskerk (Église Saint-Pierre-Saint-Paul)
- In de gemeente bevinden zich meerdere oorlogsgraven:
  - Meteren Military Cemetery, een Britse militaire begraafplaats met meer dan 800 gesneuvelden uit de Eerste Wereldoorlog
  - Ook op de gemeentelijke begraafplaats van Meteren liggen enkele graven uit de Tweede Wereldoorlog
  - Ook op de begraafplaats van de Katsberg liggen enkele oorlogsgraven
  - Het graf van Atwood Morris, een geïsoleerd Brits oorlogsgraf met eigen mausoleum

## Natuur en landschap
Meteren ligt in het Houtland op een hoogte van 44 meter. De Meterenbeek stroomt over het grondgebied. De hoogte varieert van 20-150 meter. Het hoogste punt wordt gevormd door de Katsberg, onderdeel van het West-Vlaams Heuvelland.

## Demografie
Onderstaande figuur toont het verloop van het inwonertal (bron: INSEE-tellingen).

## Nabijgelegen kernen
Belle, Sint-Janskappel, Godewaarsvelde, Strazele, Flêtre, Outtersteene, Le Steent'je
Belle · Berten · Boeschepe · Borre · Eke · Godewaarsvelde · Hondegem · Kaaster · Kassel · Merris · Meteren · Niepkerke · Okselare · Oud-Berkijn · Pradeels · Sint-Janskappel · Sint-Mariakappel · Sint-Silvesterkappel · Stapel · Steenwerk · Strazele · Vleteren · Zoeterstee
Armboutskappel · Arneke · Bambeke · Bavinkhove · Belle · Berten · Bieren · Bissezele · Blaringem · Boeschepe · Boezegem · Bollezele · Borre · Bray-Dunes · Broekburg · Broekkerke · Broksele · Buisscheure · Drinkam · Duinkerke · Ebblingem · Eke · Ekelsbeke · Eringem · Gijvelde · Godewaarsvelde · La Gorgue · Grand-Fort-Philippe · Grevelingen · Groot-Sinten · Hardefoort · Haverskerke · Hazebroek · Herzele · Holke · Hondegem · Hondschote · Hooimille · Houtkerke · Kaaster · Kapelle · Kapellebroek · Kassel · Killem · Kraaiwijk · Krochte · Kwaadieper · Lederzele · Ledringem · Leffrinkhoeke · Linde · Loberge · Loon · Meregem · Merkegem · Merris · Meteren · Millam · Moerbeke · Niepkerke · Nieuw-Berkijn · Nieuw-Koudekerke · Nieuwerleet · Noordpene · Ochtezele · Okselare · Oostkappel · Oud-Berkijn · Oudezele · Pitgam · Pradeels · Rekspoede · Rubroek · Ruisscheure · Sint-Janskappel · Sint-Joris · Sint-Mariakappel · Sint-Momelijn · Sint-Pietersbroek · Sint-Silvesterkappel · Sint-Winoksbergen · Soks · Spijker · Stapel · Steenbeke · Steenvoorde · Steenwerk · Stegers · Stene · Strazele · Terdegem · Téteghem-Coudekerque-Village · Tienen · Uksem · Vleteren · Volkerinkhove · Waalskappel · Warrem · Waten · Wemaarskappel · Westkappel · Wilder · Winnezele · Wormhout · Wulverdinge · Zegerskappel · Zerkel · Zermezele · Zoeterstee · Zuidkote · Zuidpene